# Leonardo Koutris
Leonardo Koutris (griechisch Λεονάρντο Κούτρης; * 23. Juli 1995 in Ribeirão Preto) ist ein griechischer Fußballspieler. Der Abwehrspieler steht bei dem polnischen Erstligisten Pogoń Stettin unter Vertrag.

## Karriere
Koutris begann das Fußballspielen auf der Insel Rhodos beim Verein Niki Rodos. Dort wurde der griechische Erstligist Ergotelis auf ihn aufmerksam und verpflichtete ihn im Jahr 2011 für die Jugendmannschaft. 2013 unterschrieb Koutris seinen ersten Profivertrag bei Ergotelis. Am 1. Dezember 2013 kam er zu seinem Ligadebüt in der Super League im Spiel gegen Olympiakos Piräus. Aufgrund finanzieller Schwierigkeiten zog sich Ergotelis Anfang 2016 aus den professionellen Wettbewerben zurück und löste die Verträge mit allen Spielern auf.
Im Januar 2016 verpflichtete PAS Giannina, der ebenfalls der höchsten griechischen Liga angehört, den Linksverteidiger. Sein erstes Spiel machte er am 17. April 2016 beim 1:0-Sieg gegen Xanthi FC. Er debütierte am 21. Juli 2016 in der UEFA Europaleague für den Klub. Im Rückspiel der 2. Runde erzielte er sein erstes Tor in einem internationalen Wettbewerb, bei der 3:1-Niederlage gegen Odds BK.
Im Jahr 2017 wechselte er zum Ligakonkurrenten Olympiakos Piräus. Sein Debüt für den Klub gab er beim 3:1-Auswärtssieg in der UEFA Championsleaguequalifikation gegen Partizan Belgrad. Am 9. September kam er zu seinem ersten Einsatz in der Super League beim 1:1 gegen Xanthi FC. Am 18. November 2017 erzielte er sein erstes Tor für Olympiakos Piräus beim 2:1-Sieg im Spiel gegen Levadiakos.
Im Januar 2020 wurde Koutris vom spanischen Erstligisten RCD Mallorca ausgeliehen. Sein erstes Spiel machte er am 25. Februar beim 1:0-Erfolg im Spiel gegen Deportivo Alavés. Aufgrund einer Verletzung machte er nur zwei Spiele für den Klub.
Im Oktober 2020 wechselte er auf Leihbasis zu Fortuna Düsseldorf. Der Verein sicherte sich zudem eine Kaufoption in Höhe von drei Millionen Euro. Sein erstes Spiel für Düsseldorf bestritt er am 4. Januar 2021 beim 2:1-Sieg gegen den SC Paderborn. Fortuna zog die Kaufoption nicht und der Spieler kehrte nach Piräus zurück.

### Nationalmannschaft
Koutris spielte sowohl für die U-18, U-19 und U-21 Nationalmannschaften Griechenlands. Am 9. November 2018 wurde Koutris erstmals für die griechische Nationalmannschaft für die Spiele gegen Finnland und Estland in der UEFA Nations League nominiert. Am 15. November 2018 gab er sein Debüt beim 1:0-Sieg gegen Finnland.

## Erfolge
Olympiakos Piräus
- Super-League-Sieger: 2020
- Griechischer Pokal: 2020